# 留奥麻依子
留奥 麻依子（とめおく まいこ、1986年〈昭和61年〉2月5日 - ）は、日本のモデル、タレント、女優。神奈川県出身。ABP inc.所属。本名は同じ。2008年以前には、「高木 麻依子（たかき まいこ）」の名義で活動。

## 略歴
1999年、ファッションモデルとしてデビューした。
2001年、NHK教育テレビジョン・ドラマ愛の詩で放送されたテレビドラマ『ズッコケ三人組3』に出演しており、女優としても活動をしている。
2020年、品川プリンスホテルクラブeXで上演予定だった舞台『東京カレンダー THE STAGE 私はもっと上に行ける!』がコロナ禍の影響で中止となった。

## 出演

### ドラマ
- ズッコケ三人組（2001年、NHK教育テレビジョン） - 奥田タエ子 役
- R-17（2001年、テレビ朝日） - 高校生役（最終回）
- ロング・ラブレター〜漂流教室〜（2002年、フジテレビ） - 東トメ子 役
- ランチの女王（2002年、フジテレビ） - アヤ 役
- お義母さんといっしょ（2003年、フジテレビ） - サキ 役
- Stand Up!!（2003年、TBSテレビ） - 久米直也の彼女 役（第4話）
- ドールハウス 特命女性捜査班（2004年、TBSテレビ） - （第3話）
- ディビジョン1 ステージ6 犯人デカ（2004年、フジテレビ） - 金田早苗 役
- 夜回り先生（2004年、TBSテレビ） - 高校生 役
- リアル・クローズ（2008年、フジテレビ）- 翔子 役
- ラブシャッフル（2009年、TBSテレビ） - 女子社員 役（第6話）
- 最高の離婚（2013年、フジテレビ）
- 作家アリスシリーズ 臨床犯罪学者 火村英生の推理（2016年、日本テレビ） - 金子ジュリア 役（第1話）
- 東京カレンダー 港区おじさん（2017年 - 2019年、東京カレンダーアプリ・YouTube） - 大貫由美 役
- ストロベリーナイト・サーガ（2019年、フジテレビ） - 詐欺グループ・吉田真純 役（第9話）
- 闇芝居 (生)  （2020年、テレビ東京）
- ウチの娘は、彼氏が出来ない!!（2021年、日本テレビ） - モデル風美女 役（第4話）

### 映画
- プラトニック・セックス（2001年、松浦雅子） - 岩井愛 役
- 3↓1/2（2002年、香月達行） - ヒロイン・三代奈緒子 役
- 少年（2003年、旦雄二） - myu 役
- 偶然にも最悪な少年（2003年、グ・スーヨン） - なおこ 役
- 恋文日和（2004年、大森美香）- 堀カナ 役
- 僕らのワンダフルデイズ（2009年、星田良子） - 川崎美穂 役
- パラダイス・キス（2011年、新城毅彦）
- ひみつのアッコちゃん（2012年、川村泰祐） - 記者 役
- 闇金ウシジマくん3（2016年、山口雅俊） - 天生ガールズ 役
- 東京カレンダー 港区おじさんTHE MOVIE（2018年、昌保博之） - 大貫由美 役

### 舞台
- 東京カレンダー THE STAGE 私はもっと上に行ける!（2020年5月15日 - 24日、品川プリンスホテル クラブeX）※中止

### 広告
- 花王 ケープ（2002年、雑誌）
- アスキー 週刊アスキー （2002年、新聞）
- ツーカー ツーカーセルラー東海 （2002年、TVCF）
- コカ・コーラ キャンペーン（2002年、TVCF）
- マクドナルド チキンフィレオ・ヴィンテージショップ（2003年、TVCM）
- 日本クラウン ドワンゴ（2004年、ポスター）
- ソニー プレイステーションポータブル / パタポン（2007年）
- ソニー PS3『今だ！篇』（2008年、ナレーション）
- リーボック イージートーン（2012年、TVCF）
- 小林製薬 フェミニーナ軟膏S （2012年、TVCF）
- パルティール債権回収 SUPERWAVE （2015年）
- イチネンホールディングス（2015年、企業広告）
- マツダ 関東マツダ-SUV（2019年、WEBCM）